# Indalmus luzonicus
Indalmus luzonicus es una especie de coleóptero de la familia Endomychidae.

## Distribución geográfica
Habita en Luzon (Filipinas).